# Aristea nigrescens
Aristea nigrescens är en irisväxtart som beskrevs av John Charles Manning och Peter Goldblatt. Aristea nigrescens ingår i släktet Aristea och familjen irisväxter. Inga underarter finns listade i Catalogue of Life.